# VK 4501 (P)
VK 4501(P) là một dự án xe tăng hạng nặng của hãng Porsche của Đức thiết kế để sản xuất hàng loạt vào thế chiến thứ hai.Tuy nhiên nó không trở thành hiện thực do dự án xe tăng của hãng  Hensche được chọn và sản xuất với chiếc Tiger 1.Về sau, các bộ phận của xe tăng này đã được dùng làm tháp pháo tự hành chống tăng  Elefant.

## Phát triển

Hình vẽ VK 4501(P)

Vào ngày 26 tháng 5 năm 1941, Henschel và Porsche được yêu cầu đệ trình thiết kế xe tăng hạng nặng 45 tấn có khả năng lắp súng 8,8 cm Kwk 36 L/56 tốc độ cao vốn lấy từ súng phòng không 88 mm Flak 37 của Đức. Cả xe tăng Henschel và Porsche đều được trang bị cùng một tháp pháo do Krupp cung cấp. Công ty Porsche đã làm việc để chỉnh sửa xe tăng hạng trung VK 30.01 (P) , nguyên mẫu xe tăng hạng trung của Porsche và các bộ phận chỉnh sửa được sử dụng trên nó cho xe tăng mới.
Bình xăng mới của Porsche, được chỉ định là VK 45.01 (P) sẽ được cung cấp năng lượng bởi động cơ xăng Porsche Type 101 làm mát bằng không khí V-10 kép được gắn ở phía sau bình xăng. Sau đó, mỗi động cơ đôi sẽ dẫn động một máy phát điện riêng biệt, một máy phát điện cho hai bên thùng, sau đó sẽ cung cấp năng lượng cho mỗi động cơ trong số hai động cơ điện, một động cơ cung cấp năng lượng cho mỗi đường ray từ đĩa xích truyền động phía sau. Nhưng động cơ và bộ truyền động nói chung là những thiết kế mới và không chính thống cho xe tăng (ngoài một số thử nghiệm ngắn trong những năm đầu tiên), và do kém phát triển nên dễ bị hỏng hóc hoặc phải bảo trì thường xuyên. Đức Quốc xã cũng gặp khó khăn trong việc kiếm thêm lượng đồng chất lượng cao để chế tạo các đội phương tiện hoàn toàn mới chạy bằng điện bên cạnh nhu cầu ngày càng tăng của đội tàu U-boat (vốn sử dụng hộp số diesel-điện rất giống nhau, hoạt động hoàn hảo tốt). Những vấn đề này và thực tế là các cuộc thử nghiệm đã chứng minh rằng chiếc xe tăng này kém cơ động hơn so với đối thủ cạnh tranh của nó, là lý do tại sao nguyên mẫu VK 45.01 (H) H1 được trang bị vũ khí giống hệt và thông thường hơn của Henschel, trở thành Tiger I, đã được thông qua để sản xuất thay thế.
Khung gầm VK 45.01 (P) sau đó được chọn làm cơ sở cho một chiếc Jagdpanzer hạng nặng mới (mặc dù được chỉ định là Panzerjäger) mà cuối cùng sẽ được gọi là Ferdinand và lắp loại Pak 43/2 88 mm mới, dài hơn.
Chỉ có một xe tăng được đưa vào phục vụ với tư cách là xe tăng chỉ huy trong đơn vị Ferdinand (Elefant), và phục vụ trong Panzerjäger Abteilung 653.  Nó được triển khai vào tháng 4 năm 1944 và bị phá hủy vào tháng 7 sau đó.
Khung gầm của VK 45.01 (P) và nhiều bộ phận của Elefant sau đó được sử dụng để phát triển nguyên mẫu xe tăng hạng nặng VK 45.02 (P)